# Sphyrospermum ellipticum
Sphyrospermum ellipticum là một loài thực vật có hoa trong họ Thạch nam. Loài này được Sleumer miêu tả khoa học đầu tiên năm 1936.